# Sagarmatha (zone)
Pour les articles homonymes, voir Sagarmatha.
La zone de Sagarmatha (en népalais : सगरमाथा अञ्चल) est l'une des quatorze anciennes zones du Népal qui ont été supprimées lors de la réorganisation administrative de 2015. Elle était rattachée à la région de développement Est.

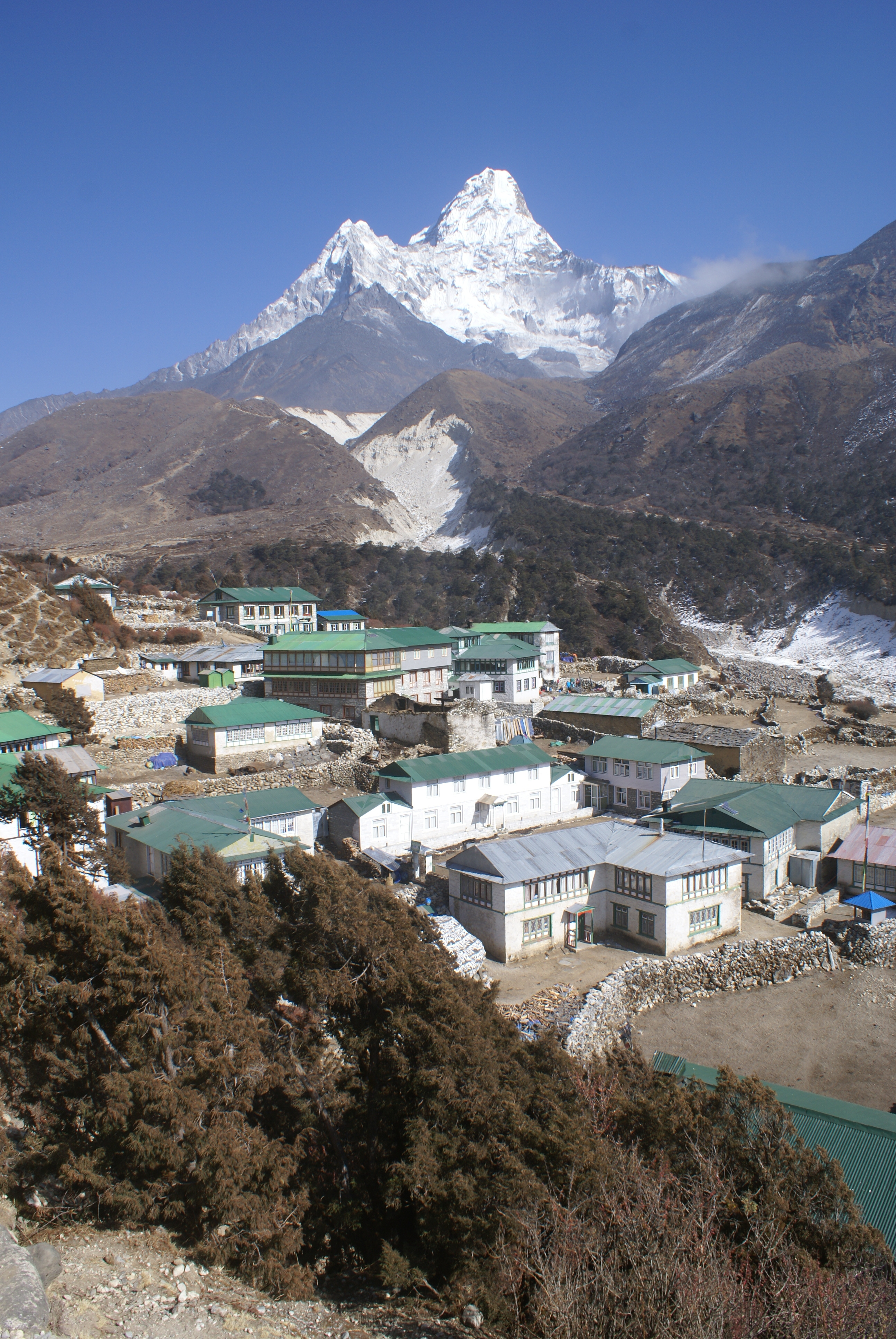
Village de Lower Pangboche à Khumbu, Népal

Elle était subdivisée en six districts :
- Khotang ;
- Okhaldhunga ;
- Saptari ;
- Siraha ;
- Solukhumbu ;
- Udayapur.